# Campeonato Mundial de Ajedrez 1993 (Clásico)
El Campeonato Mundial de Ajedrez 1993 (Clásico) fue un encuentro entre el retador Nigel Short de Inglaterra y el campeón defensor Gari Kaspárov de Rusia. El match fue jugado en Londres, Inglaterra. El primer juego empezó el 7 de septiembre de 1993. El último juego empezó el 21 de octubre del mismo año. Kaspárov ganó el match 12½-7½, manteniendo su condición de Campeón.

## Antecedentes

### Ruptura con la FIDE
Desde que la FIDE anunció que el Campeonato Mundial de Ajedrez 1993 se jugaría en Mánchester, Reino Unido y que el dinero del premio fuera menor que en el Campeonato pasado, Nigel Short y Gari Kaspárov propusieron jugar un match para el Campeonato Mundial de Ajedrez sin los auspicios de la FIDE. Kaspárov estaba con enfrentamientos con la organización del Campeonato de ajedrez a través de los años, especialmente por lo acontecido en los partidos del Campeonato Mundial contra Anatoli Kárpov, y fue por lo tanto, a favor de la propuesta.

### Creación de la PCA
Para resolver el problema, ambos formaron una nueva organización, la Professional Chess Association (PCA), que consistía en promover y organizar sus propios matches de Campeonato de Ajedrez, fuera de los auspicios de la FIDE. 

### Respuesta de la FIDE
FIDE respondió a la propuesto destronando del título a Kaspárov y sacarlo de la clasificación ELO. En lugar del partido entre Kaspárov y Short (que se hubiese jugado), se realizó el match entre el ex-campeón del mundo Kárpov de Rusia y el perdedor de la final de candidatos, Jan Timman de los Países Bajos.

## Match
El match fue jugado como mejor de 24 juegos, las victorias contando 1 punto, los empates ½ punto, y las derrotas 0, y acabaría cuando un jugador llegue a 12½ puntos o gane 6 partidas. Si el match acabara en un empate 12 a 12, el campeón defensor (Kaspárov) retendría el título. El primer control de tiempo era de 40 jugadas en 2 horas, algo inusual, ya que normalmente era de 2½ horas.
| Jugador       | 1 | 2 | 3 | 4 | 5 | 6 | 7 | 8 | 9 | 10 | 11 | 12 | 13 | 14 | 15 | 16 | 17 | 18 | 19 | 20 | Total |
| ------------- | - | - | - | - | - | - | - | - | - | -- | -- | -- | -- | -- | -- | -- | -- | -- | -- | -- | ----- |
| Gari Kaspárov | 1 | ½ | 1 | 1 | ½ | ½ | 1 | ½ | 1 | ½  | ½  | ½  | ½  | ½  | 1  | 0  | ½  | ½  | ½  | ½  | 12½   |
| Nigel Short   | 0 | ½ | 0 | 0 | ½ | ½ | 0 | ½ | 0 | ½  | ½  | ½  | ½  | ½  | 0  | 1  | ½  | ½  | ½  | ½  | 7½    |